# Arenga micrantha
Arenga micrantha är en enhjärtbladig växtart som beskrevs av Chao Fen Wei. Arenga micrantha ingår i släktet Arenga och familjen Arecaceae. IUCN kategoriserar arten globalt som starkt hotad. Inga underarter finns listade i Catalogue of Life.